# Salticella
Salticella is een vliegengeslacht uit de familie van de slakkendoders (Sciomyzidae).

## Soorten
- S. fasciata (Meigen, 1830)